# لايك جلو
لايك جلو (بالإنجليزية: Like Glue)‏ أو مثل الصمغ هي أغنية سجلها فنان الدانسهول الجامايكي شون بول من ألبومه الثاني دوتي روك (2002).
- تاريخ الصدور 25 2003 .
- كتابة شون بول .
- إنتاج فيرجين
- منتج توني كيللي

## ابرز إنجازات الأغنية
- 1 Billboard Hot 200
- 1 Uk Singles Chart
- 4 World Wide Chart